# ماري إميري
ماري إميري (بالإنجليزية: Mary Emery)‏ هي فاعلة خير أمريكية، ولدت في 1844 في نيويورك في الولايات المتحدة، وتوفيت في 1927 في سينسيناتي في الولايات المتحدة.